# Illa de Kupreanof
Kupreanof (en rus: Остров Купреянова) és una illa de l'arxipèlag Alexander, al sud-est d'Alaska.
L'illa fa 84 km de llargada per 32 d'amplada, amb una superfície total de 2.802,84 km², cosa que la converteix en la 13a illa més gran dels Estats Units i la 170a illa més gran del món. Segons el cens del 2000 a l'illa hi havia 785 habitants, concentrats bàsicament a la població de Kake. L'altra població de l'illa és Kupreanof. L'illa es troba dins dels límits del bosc nacional de Tongass.
L'illa va ser cartografiada per primera vegada el 1793-1794 per James Johnstone i Joseph Whidbey, ambdós membres de l'expedició de George Vancouver de 1791-1795.  L'illa rep el nom del vicealmirall Ivan Kupreiànov, governador de la Companyia Russo-Americana de 1836 a 1840.